# Nikolits Árpád
Nikolits Árpád (Bukarest, 1937. június 14. – Budapest, 2020. június 17.) romániai magyar elbeszélő, drámaíró.

## Életútja
A nagyváradi Klasszikus Magyar Vegyes Líceumban érettségizett (1954), alkalmi munkás (1954–60), nyomdász (1960-tól), 1973-tól a nagyváradi Pedagógiai Főiskola nyomdájának vezetője. 1983-tól nyugdíjas, 1988-ban áttelepült Magyarországra, ahol 1989-től a Dátum című lap szerkesztője, majd 1990-től szabadfoglalkozású író.
Írói pályáját Nagyváradon mint színpadi szerző kezdte; a Fáklya, Igaz Szó, A Hét, Korunk, Bihari Napló közli írásait.
Fájó fény című novelláskötete az élet kis epizódjait, a külvárosi valóság s a munkásközeg jellegzetes alakjait villantja fel drámai és humoros helyzetekben, jól megragadott jellemrajzokat és lírai érzékenységű korleírásokat nyújtva.
Igazolások a mennybemenetelhez című kisregényének főhőse, a betegség folytán mozdulatlanságra ítélt tudományos kutató a lét határán újraéli elfeledett múltját; az író képet ad egy halállal küszködő „antihős” számvetéséről. Az általa összeállított
Gyakorlótér (Budapest, 1989) című versantológia „Üzenet a Holnap városából” alcímmel hét nagyváradi költő – Fábián Sándor, Gittai István, Máté Imre, Pataki István, Sall László, Szűcs László és Zudor János – költészetét mutatja be.

## Munkái
- Akik úgy is merik vállalni az életet (egyfelvonásos színmű, 1979)
- Kiskutya, nagykutya... (színmű, 1980)
- Fájó fény (novellák, Temesvár, 1981)
- Igazolások a mennybemenetelhez (kisregény, Temesvár, 1985)
- Üres házak mind városra mentek... (szocioriport, Budapest, 1989)
- Avartüzek (regény, Budapest-Kolozsvár, 1992)
- Érintővonalak mentén; KecsmetionPress, Budapest, 1993
- Két mondat között. Szétszórt lapok; KecsmetionPress, Budapest, 1993
- A Styx innenső partjáról. Naplólevelek 1994. augusztus-1995. május; KecsmetionPress, Budapest, 1995
- A francia batár; Windsor, Budapest, 1996
- A menekülés ösvényein. Szimultánjáték; KecsmetionPress, Budapest, 1997
- Igazolások a mennybemenetelhez; Háttér, Budapest, 1998
- Időjáték a szigeten. B(ud)irodalmi kötetlen fecsegések; KecsmetionPress, Budapest, 1999
- Embermesék állatoknak. Csak felnőtt olvasóknak. A tanmeséket kiötlé Nikolits Árpád, az állatokat megszínezé Ferenczy Béla; Háttér, Budapest, 2000
- Útkereszteződések. Hazárdjáték; KecsmetionPress, Budapest, 2000
- Európa megtelt; KecsmetionPress, Budapest, 2001
- A férfi és a magányos szék esete. Apokrif levelek képzelt kedveseimhez; KecsmetionPress, Budapest, 2003
- Hajnali vetítés. Befejezetlen kézirat; KecsmetionPress, Budapest, 2003
- Hétköznapi ugatás; KecsmetionPress, Budapest, 2005
- Szárnyvonalak utasai; KecsmetionPress, Budapest, 2005
- Szeptember Kisasszony inkognitója. Szerelmes bedekker; KecsmetionPress, Budapest, 2005
- Kozmikus csendből... 1-2.; KecsmetionPress, Budapest, 2006
  - 1. Önirónia palástjában / A vulkán sem kérdezi, hogy akarjuk-e, hogy kitörjön...
  - 2. Megőrzött vallomások a Holnap városából
- Kozmikus csendből... Visszajátszás a Hörpintőtől a Csillagközi Kávéházig. Rekviem kutyáimért és magamért. Elöl is könyv, hátul is könyv; KecsmetionPress, Budapest, 2011